# D×H
『D×H』（ディー・エイチ）は、竹林月による日本の野球漫画作品。『月刊コミックラッシュ』（ジャイブ）2009年4月号の読み切り掲載の後、同年8月と9月にコミックマーケットや一部書店で無料配布された『お試しコミックラッシュ』での第2話・第3話掲載を経て本誌2009年11月号より2010年11月号まで連載された。

## ストーリー
風間大地は高校野球の名門校・帝洋学園で1年生にして甲子園に出場、ホームランを放ち一躍ヒーローとなる。ところが、練習試合で右肩を負傷してしまい野球部を退部。帝洋学園に残る理由を失い、野球部の存在しない県立美波高校へ転校することになる。
ところが、転校初日に「野球部部長」を自称する女子生徒・空野ハルカに勝負を挑まれ、大地が自分はもう野球とは無縁な身だと拒否してもハルカはしつこく勝負を要求して来る。根負けした大地は1打席だけ勝負に応じることにするが、素人とは思えないハルカの速球を前に体が自然に反応し、再び野球への情熱を取り戻す。

## 登場人物
風間 大地（かざま だいち）
主人公・高校2年生。右投げ右打ち。高校野球の名門校・帝洋学園で1年生にしてレギュラーとなり、4番・キャッチャーで甲子園に出場し、ホームランを放ったのを始め大活躍を見せたが後に練習試合で右肩を負傷し、野球部を退部。進級に際し、野球とは無縁の高校生活を送るつもりで野球部が無い県立美波高校へ転校する。ところが、転校初日からハルカにしつこく勝負を挑まれたのを契機に野球への情熱を取り戻し、ハルカの目標である野球部創設に協力することになる。
右肩を負傷しているためアンダースローでしか投球が出来ないが、バッティングに際しては特に支障は無い。
空野 ハルカ（そらの ハルカ）
自称「野球部部長」の女子生徒。右投げ。1年生で甲子園のヒーローとなった大地の活躍を見て野球の面白さに目覚める。その後、野球部創設のため部員集めに奔走していた所へ大地が美波高校へ転校して来たことを知り、居ても立ってもいられなくなり勝負を挑む。
球速はかなりのものだが、練習相手不在の状態で黙々と的の中心にボールを当てる練習しかしていなかったため、どんな変化球を投げても必ずど真ん中に行ってしまうという致命的な弱点を抱えている。
大沢 大三郎（おおさわ だいざぶろう）
草野球チーム・美波パンプキンズの監督兼一塁手でハルカをパンプキンズの助っ人投手としてスカウトした。ハルカからは「親分」と呼ばれている。
木田 剛（きだ つよし）
草野球チーム・美波パンプキンズのメンバー。左投げの右翼手。
牛島 大介（うしじま だいすけ）
草野球チーム・美波パンプキンズのメンバー。右投げの控え捕手。
緒方 博（おがた ひろし）
草野球チーム・美波パンプキンズのメンバー。右投右打の二塁手。
村田 健（むらた けん）
草野球チーム・美波パンプキンズのメンバー。右投げの左翼手。
岡田 琢磨（おかだ たくま）
草野球チーム・美波パンプキンズのメンバー。右投げの三塁手。
小早川 英二（こばやかわ えいじ）
草野球チーム・美波パンプキンズのメンバー。中堅手。
与田 慎吉（よだ しんきち）
草野球チーム・美波パンプキンズのメンバー。右投げの遊撃手。
屋敷 竜彦（やしき たつひこ）
草野球チーム・美波パンプキンズのメンバー。控え選手。
風間 円（かざま まどか）
大地の祖母で大地が県立美波高校へ転校する為に転居した家の主。
風間 来音（かざま くるね）
大地の1歳年下のいとこ。子供のころから野球をやっており、天の川リトルで全国優勝を果たした時のメンバーであるが、今はソフトテニス部である。再び大地が野球を始めた事を聞きつけ、夏休みに大地の転校先にやって来た。助っ人捕手として美波パンプキンズでプレーすることになる。右投右打。
星野 飛鳥（ほしの あすか）
ホワイトウィングスに在籍する女性初のプロ野球選手でポジションは投手(クローザー)。来音が在籍していた天の川リトルの先輩OG。美波パンプキンズの対戦相手、隣町アルバトロスに飛鳥のいとこ拓馬がおり、その縁でアルバトロスの助っ人投手を引き受ける。自動二輪の免許を持っており、オートバイに乗っている場面がある。
星野 拓馬（ほしの たくま）
草野球チーム・隣町アルバトロスのメンバーで飛鳥のいとこ。かつて高校時代に甲子園を経験しているが1回戦で敗退した。
野村 剣輔（のむら けんすけ）
大地のリトルリーグ時代の監督で現在は、北星高校の野球部の監督である。
小野寺 勇樹（おのでら ゆうき）
北星高校の野球部の左腕エース。

## 単行本
CR COMIC（ジャイブ）より発売。
1. 2010年2月14日発行 ISBN 978-4-86176-742-5
2. 2010年11月14日発行 ISBN 978-4-86176-804-0